# Michael Saunders
Michael Saunders (* 22. Februar 1966) ist ein deutscher Journalist und Fernsehmoderator.

## Leben
Als Sohn eines Briten und einer Deutschen wuchs Saunders in Rheinland-Pfalz, Hessen und Nordrhein-Westfalen auf. Er hat aus erster Ehe drei Kinder.

## Berufstätigkeit
Durch einen Journalisten-Wettbewerb kam er 1987 zum damaligen Süddeutschen Rundfunk, bei dem er neben seinem Studium der Politikwissenschaft als Moderator bei der Hörfunk-Welle SDR3 tätig wurde. Von 1993 bis 1997 war er Nachrichten-Redakteur beim Hörfunk. 1998 wechselte er zu den Landesnachrichten im SWR-Fernsehen und moderiert dort u. a. die Sendung SWR Aktuell Baden-Württemberg. Seit 2008 moderiert er  auch wieder im Hörfunk auf der Welle SWR4.